# Podnoszenie ciężarów na Letnich Igrzyskach Olimpijskich 1932 – waga lekka mężczyzn
Rywalizacja w wadze do 67,5 kg mężczyzn w podnoszeniu ciężarów na Letnich Igrzyskach Olimpijskich 1932 została rozegrana w dniu 30 lipca 1932 roku. W rywalizacji wystartowało 6 zawodników z 4 krajów.

## Wyniki
| Pozycja | Zawodnik        | Reprezentacja     | Wyciskanie | Wyciskanie | Wyciskanie | Wyciskanie | Rwanie | Rwanie | Rwanie | Rwanie | Podrzut | Podrzut | Podrzut | Podrzut | Wynik |
| Pozycja | Zawodnik        | Reprezentacja     | 1          | 2          | 3          | Wynik      | 1      | 2      | 3      | Wynik  | 1       | 2       | 3       | Wynik   | Wynik |
| ------- | --------------- | ----------------- | ---------- | ---------- | ---------- | ---------- | ------ | ------ | ------ | ------ | ------- | ------- | ------- | ------- | ----- |
| 1. !    | René Duverger   | Francja           | 90,0       | 95,0       | 97,5       | 97,5       | 95,0   | 100,0  | 102,5  | 102,5  | 120,0   | 125,0   | 130,0   | 125,0   | 325,0 |
| 2. !    | Hans Haas       | Austria           | 77,5       | 82,5       | 85,0       | 82,5       | 95,0   | 100,0  | 102,5  | 100,0  | 125,0   | 130,0   | 130,0   | 125,0   | 307,5 |
| 3. !    | Gastone Pierini | Włochy            | 87,5       | 92,5       | 95,0       | 92,5       | 85,0   | 90,0   | 92,5   | 90,0   | 115,0   | 120,0   | 122,5   | 120,0   | 302,5 |
| 4.      | Pierino Gabetti | Włochy            | 77,5       | 82,5       | 85,0       | 85,0       | 90,0   | 95,0   | 95,0   | 95,0   | 120,0   | 120,0   | 120,0   | 120,0   | 300,0 |
| 5.      | Arnie Sundberg  | Stany Zjednoczone | 72,5       | 77,5       | 77,5       | 77,5       | 85,0   | 90,0   | 92,5   | 90,0   | 112,5   | 117,5   | 122,5   | 117,5   | 285,0 |
| 6.      | Walter Zagurski | Stany Zjednoczone | 77,5       | 82,5       | 82,5       | 82,5       | 85,0   | 85,0   | 90,0   | 90,0   | 112,5   | 117,5   | 117,5   | 112,5   | 285,0 |